# Tân Thành, Hoa Liên

Vị trí tại Hoa Liên

Tân Thành (tiếng Trung: 新城鄉; bính âm: Xīnchéng Xiāng) là một hương (xã) của huyện Hoa Liên, tỉnh Đài Loan, Trung Hoa Dân Quốc (Đài Loan). Tân Thành có địa hình bằng phẳng và phát triển về lĩnh vực nông nghiệp và ngư nghiệp. Căn cứ không quân quan trọng nhất của Đài Loan cũng đặt trên địa bàn Tân Thành. Diện tích của hương là 29,4095 km², dân số vào tháng 8 năm 2011 là 20.111 người thuộc 7.330 hộ gia đình, mật độ cư trú đạt 683,8 người/km².